# Silence, on court !
 (octobre 2019).
Cet article concerne un festival de film. Pour le site web consacré aux courts-métrages, voir Silence, on Court!.
Silence, on court !  est un festival itinérant qui propose au public parisien une sélection de courts-métrages réalisés par de jeunes réalisateurs de moins de trente ans. 
À l’initiative d’un groupe d’étudiants de Nanterre, Silence, on court ! a vu le jour en 2008. Depuis lors, le festival est devenu une plateforme de diffusion du court-métrage et un tremplin pour les nouveaux talents.
La 7e édition du festival a eu lieu du 7 au 12 avril 2014.

## Présentation
À chaque édition, une trentaine de courts-métrages entrent en compétition (nationale ou internationale) et sont présentés au public, tout au long du festival, dans différentes salles, qui ont notamment vu se succéder le Studio Galande, le Forum des Images, le Cinéma Saint André des Arts, la Péniche Cinéma, Les Voûtes, Confluences, lieu d'engagement artistique, le Studio des Ursulines, etc. 
En parallèle du festival, Silence, on court ! développe des actions à l’année telles que des rencontres professionnelles entre scénaristes et producteurs et la fabrication participative de courts-métrages entre différentes universités franciliennes. 

## Autour du festival
- Silence on speed !

Les rencontres Silence, on speed ! ont pour but de faciliter la mise en relation entre jeunes scénaristes encore méconnus et producteurs de courts métrages indépendants. Silence, on speed ! aspire autant à devenir un tremplin professionnel pour les jeunes talents qu’une plateforme d’échange pour les découvreurs de talents.
Pendant une après-midi entière, ces rencontres sous forme de speed-dating sont l’occasion pour les jeunes scénaristes sélectionnés de présenter et défendre leur scénario devant des professionnels de la production ayant préalablement lu leurs travaux. Ainsi, Silence on speed ! offre aux scénaristes la possibilité de bénéficier de réels retours professionnels et constructifs sur leur travail et pourquoi pas d’envisager des collaborations futures.
- Court-métrage inter-universitaire

Silence, on tourne !, une plateforme de création participative autour de laquelle différentes universités parisiennes seront amenées à collaborer, accompagnant, chacune, une des étapes essentielles de la fabrication d’un film, à la manière d’un cadavre exquis cinématographique.
Le projet vise la production d’un court métrage de fiction d’une durée de 3 à 6 minutes, et ce dans un temps imparti de moins de trois mois.

## Prix et jury
Silence, on court ! s’efforce de promouvoir les jeunes talents tout en soumettant leurs projets aux regards avisés des professionnels du cinéma. 
Six prix sont décernés :
- Grand prix
- 2e prix
- 3e prix
- Prix du jury
- Prix international
- Prix lycéen